# Maria Pavlovna a Rusiei (1786–1859)
Marea Ducesă Maria Pavlovna a Rusiei (în rusă Мария Павловна) (n. 16 februarie 1786 – d. 23 iunie 1859) a fost al cincilea copil al marelui duce, mai târziu țarul Pavel I al Rusiei și al celei de-a doua soții Sophie Dorothea de Württemberg. A devenit mare ducesă de Saxa-Weimar-Eisenach prin căsătoria cu Carol Frederic, Mare Duce de Saxa-Weimar-Eisenach.

## Biografie
Născută la 16 februarie 1786 la Sankt Petersburg Maria Pavlovna a fost crescută în palatele părinților ei, la Pavlovsk și la Gatchina.
Când era copil, nu era considerată drăguță: trăsăturile sale au fost desfigurate ca rezultat al tratamentului de pionierat pentru variolă. Bunica ei, Ecaterina a II-a a Rusiei, îi admira talentul precoce de pianist însă a declarat că mai bine s-ar fi născut băiat. Instructorul ei de muzică era compozitorul Giuseppe Sarti. În 1796 când bunica ei a murit, tatăl ei Pavel a devenit împărat al Rusiei sub numele Pavel I.
Frații ei au fost:

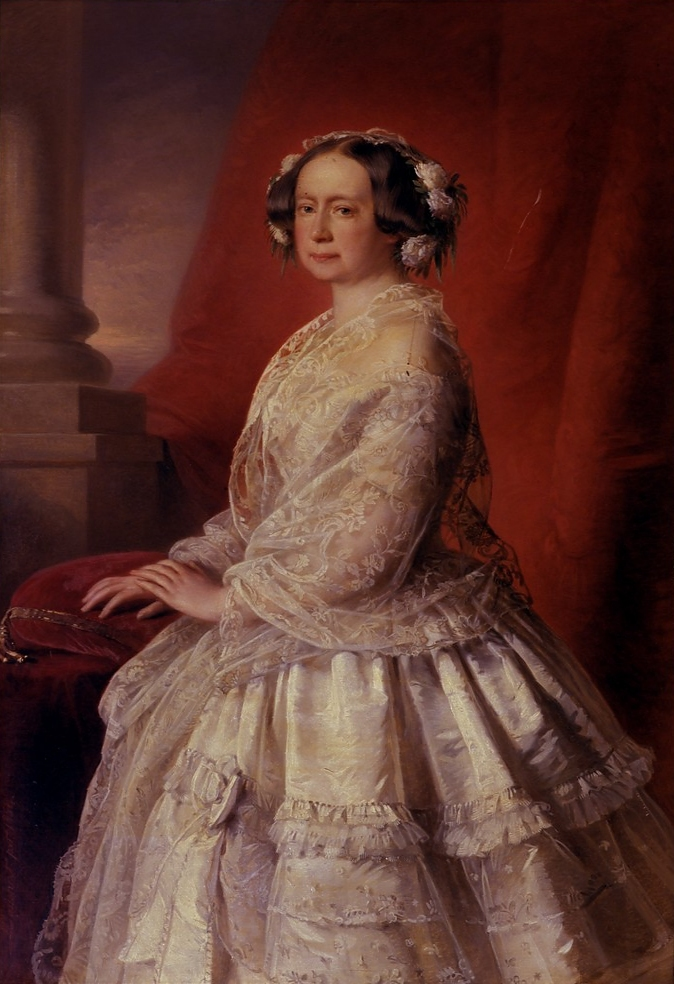
Portret al Mariei Pavlovna, Mare Ducesă de Saxa-Weimar-Eisenach.

- Alexandru I, țar al Rusiei (1777–1825), căsătorit cu Luise de Baden (1779–1826); au avut două fiice ambele au murit în copilărie.
- Constantin Pavlovici, mare duce (1779–1831), căsătorit cu Prințesa Juliane de Saxa-Coburg-Saalfeld (1781–1860) și a doua oară cu Ioanna Grudzińska (1799–1831). Nu a avut copii.
- Alexandra Pavlovna, mare ducesă (1783–1801), căsătorită cu Arhiducele Joseph, Palatin al Ungariei (1776–1847); au avut o fiică (a murit la naștere)
- Elena Pavlovna, mare ducesă (1784–1803), căsătorită cu Friedrich Ludwig, Mare Duce de Mecklenburg-Schwerin (1778–1819); au avut doi copii.
- Ecaterina Pavlovna, mare ducesă (1788–1819), căsătorită cu Georg, Duce de Oldenburg (1784–1812), au avut doi fii; căsătorită a doua oară cu Wilhelm I de Württemberg (1781–1864), au avut două fiice.
- Olga Pavlovna (22 iulie 1792 – 26 ianuarie 1795).
- Anna Pavlovna, mare ducesă (1795–1865), căsătorită cu Willem al II-lea al Țărilor de Jos (1792–1849), au avut cinci copii.
- Nicolae I, țar al Rusiei (1796–1855), căsătorit cu Charlotte a Prusiei (1798–1860), au avut zece copii.
- Mihail Pavlovici, mare duce (1798–1849), căsătorit cu Elena Pavlovna de Württemberg 1807–1873), au avut cinci copii.

## Căsătorie
La 3 august 1804 s-a căsătorit cu Carol Frederic, Mare Duce de Saxa-Weimar-Eisenach. Cuplul a stat la Sankt Petersburg timp de nouă luni înainte de plecarea la Weimar. Acolo Maria a fost întâmpinată de festivități organizate în onoarea ei.
Maria și Carl au avut patru copii:
- Paul Alexandru Karl Constantin Frederic August de Saxa-Weimar-Eisenach (25 septembrie 1805, Weimar – 10 aprilie 1806, Weimar)
- Marie Luise Alexandrine de Saxa-Weimar-Eisenach (1808–1877), căsătorită cu Karl al Prusiei
- Augusta Louisa Katherine de Saxa-Weimar-Eisenach (1811–1890), căsătorită cu Wilhelm I devenind împărăteasă a Germaniei.
- Karl Alexander August Johann de Saxa-Weimar-Eisenach (1818–1901)

După moartea Marelui Duce Carl Friedrich în 1853, ea s-a retras din viața publică.